# Lasam, Cagayan
Lasam là một đô thị hạng 4 ở tỉnh Cagayan, Philippines. Theo điều tra dân số năm 2000, đô thị này có dân số 34.082 người trong 6.634 hộ.

## Các khu phố (barangay)
Lasam được chia thành 30 khu phố (barangay).
| - Aggunetan - Alannay - Battalan - Calapangan Norte - Calapangan Sur - Callao Norte - Callao Sur - Cataliganan - Finugo Norte - Gabun - Ignacio B. Jurado (Finugu Sur) - Magsaysay - Malinta - Minanga Sur - Minanga Norte | - Nicolas Agatep - Peru - Centro I (Pob.) - San Pedro - Sicalao - Tagao - Tucalan Passing - Viga - Cabatacan East (Duldugan) - Cabatacan West - Nabannagan East - Nabannagan West - Centro II (Pob) - Centro III (Pob) - New Orlins |